# Buzz Gardner
Charles "Buzz" Guarnera (1931 – 1 de febrero de 2004) fue un trompetista americano e intérprete de fliscorno. Es hermano de Bunk Gardner, ambos notables intérpretes con Frank Zappa y The Mothers of Invention.

## Primeros años
Nacido en 1931 en Cleveland, Ohio. Guarnera empezó a tocar música en una edad muy temprana. Estuvo influido por la música de jazz y Big Band. A la edad de 16 años, Guarnera empezó su carrera musical con giras con Midwets y Jack Wilson. Por entonces se trasladó a Nueva York, para estudiar en Mannes School of Music. En 1951  sirvió en el ejército en Trieste, Italia. Tocó en una banda militar en  la que coincidió con el flautista Herbie Mann. Compartió habitación con Don Preston con quién más tarde tocaría  en Frank Zappa and The Mothers of Invention. En 1953 Guarnera dio por terminado y dejó el servicio militar, y se trasladó a París, Francia. En París tocó con René Thomas y André Hodeir, grabando un par de álbumes con ellos. En 1955 Gardner retornó a Nueva York para estudiar en Manhattan School of Music. En 1959 se graduó en Música. Después de esto se trasladó a Los Ángeles y tocóo con su hermano Bunk. Los hermanos tocaron en grupos latinos y de jazz juntos.

## Carrera
En 1962 Buzz coincidió con Don Preston otra vez, tocando en  Don Preston's Unnamed Experimental Projectj. En  1968, Buzz cambió su de género para tocar música de avant garde/fusión de jazz. En noviembre de 1968 Buzz se unió a Frank Zappa and The Mothers of Invention tocando la trompeta, uniéndose también su hermano Bunk. Buzz solamente apareció en dos de los álbumes de Frank Zappa and The Mothers of Invention, Burnt Weeny Sandwich y Weasels Ripped My Flesh. En agosto de 1969, Zappa disolvió The Mothers of Invention. Buzz y Bunk estuvieron de acuerdo para tocar con John Balkin y actuó con Menage a Trois de 1969-1972.
Los hermanos aparecieron en el álbum de Tim Buckley de 1970 Starsailor y en el álbum de debut de Dominic Troiano de 1972. En 1980, Buzz se reunió con algunos miembros de The Mothers, con Bunk, Jimmy Carl Black, Jim Sherwood, y Don Preston. El grupo se llamaría The Grandmothers. Grabaron unos cuantos álbumes y se reunieron en 2002.
Buzz murió el 1 de febrero de 2004, a la edad de 72 años. Su hermano Bunk Gardner le sobrevivió.

## Discografía
- René Thomas quintet: René Thomas et son quintette 1954
- Bobby Jaspar: bobby jaspar's new jazz vol. 2 1954
- Andre Hodeir et le jazz groupe de Paris: essais 1955

### Con Frank Zappa and the Mothers of Invention
- Burnt Weeny Sandwich (1970)
- Weasels Ripped My Flesh (1970)
- You Can't Do That On Stage Anymore Sampler (1988)
- You Can't Do That On Stage Anymore Vol. 1 (1988)
- You Can't Do That On Stage Anymore Vol. 4 (1991)
- You Can't Do That On Stage Anymore Vol. 5 (1992)
- BTB I: The Ark (1991)
- BTB II: Our Man In Nirvana (1992)

### Con Captain Beefheart & his Magic Band
- Trout Mask Replica (1969)

### Geronimo Black
- Geronimo Black (1972)

### Tim Buckley
- Starsailor (1970)

### Domenic Troiano
- Domenic Troiano (1972)

### Con Grandmothers
- The Grandmothers (1981)
- Fan Club Talk (1981)
- Lookin Up Granny's Dress (1983)
- A Mother of Anthology (1993)

### Con Ant-Bee
- Iglesia electrónica Muzik (2011)